# Каммингс, Доминик
Доминик Каммингс (англ. Dominic Mckenzie Cummings; род. 25 ноября 1971 года, Дарем, Великобритания) — британский государственный деятель, политтехнолог. Старший Специальный Советник премьер-министра Великобритании Бориса Джонсона (2019—2020).
С 2007 до 2014 года он был Специальным Советником тогдашнего Министра образования Майкла Гоува. С 2015 по 2016 год Каммингс возглавлял «Голосуй за Выход» (Vote Leave) — организацию, выступавшую против членства Великобритании в ЕС и принимавшую активное участие в референдуме по выходу из ЕС 2016 года.

## Ранняя биография
Каммингс родился в Дареме 25 ноября 1971 года. Его отец, Роберт, работал в разных отраслях, например, строил нефтяные вышки для фирмы Laing; мать, Морэг, после окончания университета работала учительницей и психиатром. Дядя Доминика Каммингса — Сэр Джон Грант Маккензи Лоус, бывший судья Апелляционного суда. Предки Каммингса участвовали во Второй мировой войне; так, его дед по отцовской линии служил в Даремском полку легкой пехоты под командованием Бернарда Монтгомери и сражался в битве под Монте-Кассино.
После окончания начальной школы он обучался в Даремской школе и Колледже Эксетер в Оксфорде, закончив его в 1994 году по специальности Античная и Современная История. Один из преподавателей описывал Каммингса как «искрящегося идеями — не убежденным ни одним существующим взглядом на любую вещь». Он был «похож на Робеспьера — намеревался выкинуть из нашей жизни все то, что не работает».
После университета, Каммингс три года жил в России. Одним из проектов Каммингса было налаживание авиасообщения между Самарой и Веной, однако авиалинию закрыли после первого же рейса.

## Политическая карьера

### 1999—2015
С 1999 по 2002 Каммингс был руководителем организации «Бизнес за фунт стерлинга», противостоявшей планам по вхождению Соединенного Королевства в Еврозону. Затем он на 8 месяцев стал стратегическим директором лидера Консерваторов Иана Дункана Смита, стремясь модернизировать Консервативную партию, членом которой Каммингс однако не был. Однако вскоре разочаровавшись в руководстве партии и предлагаемых им идеях оставил свою должность; Дункана Смита Каммингс называл «некомпетентным». Совместно с Джеймсом Фрейном Каммингс организовал аналитический центр New Frontiers Foundation, в котором проработал с 2003 по 2005 год. Каммингса называли «ключевой фигурой» в успешной кампании против введения нового порядка местного самоуправления в Северо-Восточной Англии в 2004 году.
Каммингс работал на консервативного политика Майкла Гоува с 2007 до января 2014 года, сначала помогая ему как члену оппозиции, а после победы Тори на выборах 2010 года — в качестве Специального Советника в Министерстве образования и начальника политического штаба Гоува. В то же время Каммингс написал эссе «Некоторые размышления по поводу образовательных и политических приоритетов», в котором предлагал превратить Британию в «меритократический технополис». Колумнист Guardian Патрик Винтур описал это эссе как «то ли сумасшедшее, то ли просто плохое, то ли гениальное — то ли все вместе взятое».
В Министерстве Каммингс был известен своим резким стилем общения; по его словам, он «не мог терпеть дураков», выступал против «кляксы» — групп гражданских служащих министерства и учителей, которые, по мнению Каммингса, пытались остановить его реформы. Каммингс так же открыто критиковал других политиков, так, предложение лидера либерал-демократов Ника Клегга сделать бесплатным обеды в школах он назвал «фантазерством», а консервативного политика Дэвида Дэвиса — «толстолобым» и «ленивым как черепаха». Патрик Винтур так описывает взаимоотношения Каммингса и Гоува: «Гоув, мягкий по натуре, обычно был якобы не в курсе поступков своего советника, однако на самом деле он хорошо знал о темных искусствах, которыми Каммингс достигал целей своего хозяина — Гоува». В 2014 году премьер-министр Дэвид Кэмерон описывал Каммингса как «карьериста-психопата» (хотя лично они не встречались).
В 2014 Каммингс уволился и заявил, что, вероятно, продолжит свою карьеру в образовательном секторе.

### Кампания за выход из Европейского Союза (2015—2019)
Каммингс стал директором кампании «Голосуй за Выход» после её создания в октябре 2015 года. Он считается разработчиком стратегии кампании и создателем слогана «Вернем себе контроль!». Стратегия его ведения кампании может описываться несколькими простыми тезисами: «Говорим об иммиграции», «говорим о бизнесе», «вновь и вновь говорим о Хартии Европейского союза по правам человека и превышении своих полномочий Европейским Судом». Член совета директоров кампании «Голосуй за Выход» Бернард Дженкин пытался отстранить Каммингса от руководства кампанией и объединить её с другой организацией Leave.EU, также выступавшей за выход из ЕС. Каммингс и исполнительный директор кампании Мэтью Эллиотт покинули руководство организации в феврале 2016 на фоне слухов о внутренних разногласиях. В июне 2016 года на референдуме по выходу Великобритании из ЕС 51,9 % избирателей проголосовали за выход страны из Евросоюза. Каммингс и Эллиотт считаются одними из главных фигур, принесших победу сторонникам выхода из ЕС. В 2016 Доминика Каммингса включили в список 500 Самых влиятельных людей в мире.
В апреле 2019 года Палата общин вынесла предупреждение Доминику Каммингсу за неуважение к Парламенту, после того как тот пропустил несколько заседаний Комитета, расследовавшего распространение ложной информации во время референдума по выходу из ЕС.

### Старший советник Бориса Джонсона (2019—2020)
24 июля 2019 года Каммингс был назначен старшим советником Премьер-министра Бориса Джонсона.
В статье в Guardian по поводу его назначения приводятся слова выступления Каммингса на конференции в 2017 году: «Люди считают, и я думаю большинство из них правы, что Партия Консерваторов управляется людьми, которым нет никакого дела до обычных граждан; тори в Парламенте по большей части не заботятся о бедных, о системе здравоохранения.»
Газета Daily Telegraph писала о прошлом соперничестве Каммингса с Найджелом Фараджем во время кампании 2016 года и цитировала Фараджа: «Он меня никогда не любил. Я не знаю, как кто-либо может прийти с ним к компромиссу. У него огромная неприязнь к настоящим сторонникам Брексита.»
Каммингс был обвинен в лицемерии, когда вскоре после его назначения выяснилось, что ферма Каммингса получила субсидии в размере €250,000 (£235,000) от Европейского Союза. Ранее Каммингс называл такие субсидии «абсурдными», жалуясь на то, что значительная их часть идет в карман очень богатым землевладельцам.
31 августа 2019 года The Guardian сообщила, что Каммингс уволил Соню Хан, сотрудницу Канцлера Саджида Джавида, не спросив на это разрешения у Джавида и даже не уведомив его. Предположительно, «Каммингс вызвал её на Даунинг-стрит, 10 (резиденцию британских премьер-министров), взял её телефоны, и увидев переписку с бывшим помощником Филипа Хэммонда, тут же уволил её. После этого он вышел из дома и попросил вооруженного офицера вывести Соню Хан из резиденции.» В следующем месяце, по сообщению The Times, Каммингс получил полномочия увольнять советников любых министров.
По информации Politico, Каммингс участвовал в победоносных для Консервативной партии выборах 2019 года.
В мае 2020 года Доминика Каммингса обвинили в нарушении карантина, на котором он должен был находиться из-за появившихся у его жены симптомов заражения коронавирусом. В марте Каммингса заметили в доме его отца на севере Англии. Однако он должен был находиться у себя дома, в 300 км от того места, и соблюдать им же объявленный режим изоляции из-за возможного заражения жены COVID-19. Позже появилась информация о том, что Каммингс нарушал карантин как минимум дважды. Скандал осложнился тем, что после первого нарушения режима господин Каммингс получил предупреждение от полиции (этот факт в резиденции премьер-министра отрицают, в полиции — подтверждают), и тем, что нарушения случились в то самое время, когда власти требовали от населения неукоснительного соблюдения карантинных мер. Требования уволить Каммингса последовали не только от представителей Лейбористской партии, но и от парламентариев-консерваторов. Премьер-министр Борис Джонсон через своих представителей заявил о том, что Каммингс пользуется полным его доверием и что карантин тот не нарушал, а, наоборот, обеспечивал самоизоляцию своего младшего сына. Сам Каммингс также заявил, что не собирается уходить в отставку, отметив, что поступал «разумно и законно».
13 ноября 2020 года внезапно уволен с занимаемой должности.

## После ухода из политики (с 2020)
23 апреля 2021 года в своём личном блоге отверг обвинения в организации утечки в прессу электронной переписки Бориса Джонсона с миллиардером Джеймсом Дайсоном по вопросу налогообложения и обвинил премьер-министра в попытке найти частных спонсоров для финансирования ремонта в помещениях официальной резиденции на Даунинг-стрит, 10.

## Политические взгляды
В январе 2016 года Каммингс заявил: «Экстремисты по всей Европе усиливаются, к сожалению, из-за провалов Европроекта и действий брюссельских бюрократов. Крайне важно, чтобы Британия была примером цивилизованного, демократического, свободного и ни от кого не зависимого государства.»
В 2017 году Каммингс сказал «Для меня… худшим будущим Европы было бы возвращение к протекционизму и экстремизму в стиле 1930-х. И по моему мнению, действия руководства Евросоюза и Еврозоны способствуют росту экстремизма. Важнейшей причиной почему я хотел выхода Великобритании из ЕС в действительности было то, что я хотел окончания многих отравляющих общество политических дискуссий… История ПНСК и Найджела Фараджа закончилась бы после нашего выхода из ЕС. Как только народ вернет себе контроль над иммиграционной политикой, иммиграция станет второстепенным и третьестепенным вопросом.»
Каммингс никогда не был членом каких-бы то ни было политических партий, однако LBC включило его в список «100 Самых Влиятельных Консерваторов 2019» на второе место — ниже только чем премьер-министра Джонсона.

## Личная жизнь
В декабре 2011 года Каммингс женился на Мэри Уэйкфилд, заместителе редактора The Spectator и дочери Сэра Хамфри Уэйкфилда. В 2016 у пары родился сын.
Каммингс считается поклонником Отто фон Бисмарка, Ричарда Фейнмана, Сунь-цзы и американского пилота и военного теоретика Джона Бойда. Журналист Оуэн Беннет пишет, что Каммингс «русофил, говорит по-русски и искренне увлечён Достоевским», а по словам Патрика Винтура из The Guardian Каммингс «одержим Анной Карениной, математикой и Бисмарком».

## Образ в культуре и искусстве
В 2019 Бенедикт Камбербэтч сыграл Доминика Каммингса в фильме «Брексит».